# Cetnov
Cetnov (německy Zettendorf) je převážně chatová a rekreační vesnice, část města Cheb v okrese Cheb v Karlovarském kraji.

## Geografie
Cetnov leží v nadmořské výšce 450 metrů, přibližně pět kilometrů severozápadně od Chebu. Sousedí s vesnicí Bříza. Nachází se na severním břehu vodní nádrže Skalka, v blízkosti státních hranic s Německem.

## Historie
První písemná zmínka o Cetnovu pochází z roku 1221, kdy pod názvem Zetendorf plnila funkci ministeriálního sídla s vlastním opevněním. V roce 1462 byla vesnice dobyta českými vojsky a vypálena. Panské sídlo však bylo opět postaveno, a přežilo až do požáru v roce 1892. V letech 1961–1964, kdy se začala budovat vodní nádrž Skalka, se začala hladina Ohře k obci přibližovat, až se nakonec Cetnov ocitl přímo u okraje přehrady. Protože většina statků a původních domů byla v minulosti zbořena, začíná se z Cetnova stávat rekreační oblast. Z původní zástavby zůstaly pouhé dva statky. V roce 1930 zde žilo v patnácti domech 97 lidí. V roce 1980 už zde bylo evidováno již jen šest stálých obyvatel.
Od 16. století patřil Cetnov do majetku chebského.

## Obyvatelstvo
Při sčítání lidu v roce 1921 zde žilo 97 obyvatel, z nichž bylo 96 Němců a jeden cizinec. Všichni se hlásili k římskokatolické církvi.
| Rok            | 1869 | 1880 | 1890 | 1900 | 1910 | 1921 | 1930 | 1950 | 1961 | 1970 | 1980 | 1991 | 2001 | 2011 | 2021 |
| -------------- | ---- | ---- | ---- | ---- | ---- | ---- | ---- | ---- | ---- | ---- | ---- | ---- | ---- | ---- | ---- |
| Počet obyvatel | 119  | 127  | 97   | 102  | 97   | 97   | 106  | 29   | 24   | 14   | 6    | -    | 17   | 52   | 104  |
| Počet domů     | 17   | 17   | 17   | 15   | 15   | 15   | 15   | 17   | 5    | 3    | 2    | -    | 2    | 9    | 18   |

## Obecní správa
Při sčítání lidu v letech 1850–1965 Cetnov byl osadou obce Pomezí nad Ohří v okrese Cheb. Od 1. července 1965 je částí města Cheb ve stejnojmenném okrese.

## Pamětihodnosti
- Severně od vesnice se na jižním svahu Vlčího vrchu nachází památkově chráněná archeologická lokalita, ze které pochází nálezy z období paleolitu, mezolitu a mladší doby bronzové.[8]
- Hrázděný dům chebského typu

## Turistika
Cetnovem prochází červeně značená turistická stezka. Nachází se zde několik pohostinství a penzionů.